# NGC 987
NGC 987 je galaksija u zviježđu Trokut.

## Vanjske poveznice
- SEDS: NGC 987